# Peter Anton Rodatz
Peter Anton Rodatz (* 29. September 1806 in Hamburg; † 15. September 1882 ebenda) war ein Hamburger Kaufmann und Abgeordneter.

## Leben
Rodatz war Kaufmann in Firma Rodatz & Flemming.
Von 1859 bis 1863 und 1864 bis 1865 von gehörte Rodatz der Hamburgischen Bürgerschaft an. Johann Heinrich Rodatz war sein Bruder.